# Lac Bruce
Le lac Bruce est un plan d'eau situé dans le territoire non-organisé de Lac-Nilgaut, à 120 km au nord de Fort-Coulonge, Pontiac, Québec, Canada.